# 韩国的失业率
截至2021年12月，韩国的失业率为3.7%。其迅速的全球化和民主化。 由于其迅速的全球化和民主化，失业率与大多数经合组织国家相比相对较低。到2021年，情况依然如此。作为亚洲第四大经济体，该国蓬勃发展的出口有助于将失业率维持在发达国家的低水平。国际劳工组织制定的衡量标准与韩国统计局制定的韩国官方失业衡量标准之间存在一些衡量差异，与严格遵守国际劳工组织制定的标准的其他国家相比，这些差异导致了失业率的膨胀。
韩国对失业的官方衡量与国际劳工组织制定的国际标准略有不同，这可能使失业率向不同方向倾斜。

## 失业的定义和测量
2018年，韩国失业率达到全球金融危机以来的最高水平，达到4.4%。到2021年底，这一比例降至3.7%。 这与前20年的增长率一致。

韩国的失业率是由韩国统计局统计的。大韩民国用
于数据收集的官方“失业人员”的定义是15岁及以上的人:
1.    在参考周内没有工作
2.    在过去四周内曾积极找过工作
3.    能够在参考周内立即开始工作。
这一定义是根据国际劳工组织(劳工组织)建议的定义，使大韩民国的失业率可以与世界其他国家的失业率进行比较。
大韩民国失业率的定义是失业人员在经济活动人口中所占的百分比。
失业率=(失业人数/经济活动人口)× 100 
“经济活动人口”(就业人口+失业人口)超过15岁。相比之下，“非从事经济活动”人口是指年龄在15岁或以上、在统计调查参考期内既未就业也未失业的人口。

## 历史与发展
自20世纪60年代经济快速发展以来，韩国的失业率一直很低。经过20世纪80年代末的民主化进程，韩国的劳动参与率急剧上升，因此失业率下降。从20世纪80年代到1998年亚洲金融危机，失业率平均约为2.3%。1998年外汇危机时，失业率飙升至7%，达到149万人。相比之下，2008年全球金融危机对韩国的影响微乎其微，失业率从3.16%上升到3.64%。2008年至2013年，失业率保持相对稳定，平均为3.4%。截至2021年12月，该比率为3.7%，与前20年的平均水平一致。

## 韩国失业率
截至2019年4月，韩国的失业率为4.8%，即119.7万人。

## 原因

### 经济表现
1953年，韩国通过了《劳工标准法》，以保护工人的权利。尽管如此，最低工资直到1986年才得到规定。2001年最低工资提高了16.8%，2018年又提高了16.4%，达到每小时7530韩元(7.03美元)。最近一次是在2019年1月上调至每小时8350韩元(7.46美元)。这被认为导致了许多不同行业的低薪工作的减少。制造业的工作岗位在一年内减少了17万个。建筑业裁员1.9万人，零售业裁员6.7万人。随着很多企业利用提高最低工资来削减因劳动力成本上升而导致的各种传统低薪岗位，失业率也随之上升。代表国内许多小企业的游说团体发表声明说，他们不会接受最低工资的提高，因为他们需要裁员来盈利。截至2021年，这些影响已经消失，最低工资的上涨对就业没有明显的影响。

### 外包
外包是通过合同从外部供应商处收集货物。2015年，韩国临时外包合同工的比例为22%，是经合组织平均水平的两倍。在这些制度下，工人的收入是普通雇员从事类似工作的54%。此外，有一个关键的担忧是，目前的劳动保护机制不能保护这些新型工人。这一点，再加上一旦任务完成，合同就会终止的想法，极大地导致了调查期间失业率的不断上升。
外包还包括将业务转移到海外。韩国最低工资的持续增长促使企业将工厂迁往海外工资水平较低的国家，以节省成本。这就是所谓的“宏观经济内部化理论”。三星电子最近出现了“技术空心化”(技术空洞化)和“技术脱节”(技术断裂)现象。“技术空心化”被定义为一种情况，即技术创造过程的关键部分无法在国内获得。“技术中断”是指在国内境内有特定的技术或人力，但没有这种信息的继承者，从而终止了技术产品的执行。三星最近制造了大量的媒体报道，将其外包到中国，那里的工人工资更低，工作时间更长。这种外包的结果是，三星和其他大型生产公司的生产线上的劳动岗位不断减少。

### 技术
在国际机器人联合会(IFR)的机器人密度排行榜上，韩国位居榜首，每万名员工拥有631台机器人。例如，韩国最大的零售商之一乐天百货公司(Lotte Department Stores)最近建立了一个技术驱动的柜台服务系统，取代了销售人员。这些工作的自动化迫使工人从事尚未自动化的工作，这使得就业竞争非常激烈。对于不需要资格的工作，比如基本的接待工作，可能有一个4500人的职位空缺。
尽管韩国工作场所的技术进步很快，但据报道，2019年1月，ICT行业仅在该月就增加了94,000个新职位空缺。

### 性别不平等
许多关于性别不平等的做法导致了韩国劳动力中女性失业率的上升。就业歧视、私营部门的政策，以及国家和私营政策所强调的女性在雇员关系中缺乏议价能力，都是造成失业率的原因。2010年，韩国的就业性别差距在34个经合组织国家中排名第三，25岁至65岁的女性就业率为62.3%。经济学家将这种巨大的差距归结为传统的儒家信仰在韩国社会中仍然根深蒂固，在那里，家庭是一个人生活中最重要的方面。这种信念助长了劳动力中持续的性别隔离。再加上缺乏托儿中心，工资谈判困难，以及已经存在的性别工资差距，韩国女性严重就业不足。

### 高等教育偏好
韩国是世界上受教育人口比例最高的国家之一。根据经济合作与发展组织(经合组织)的数据，大韩民国25-34岁的人中约有70%完成了某种形式的高等教育。从20世纪80年代初到21世纪头十年中期，该国的高等教育率已经增加到原来的五倍。韩国顶尖大学的毕业生绝大多数在政府、商业和工业中担任高级职位。然而，这种对学习的投入扭曲了失业率，因为许多年轻人因为决定继续上学而在技术上失业。韩国教育系统的激烈竞争促使一些学生每天在学校学习超过16个小时，课前和课后课程被称为补习课程(学院)。因此，同时就业的学生很少，这大大增加了失业率。

### 测量的差异
统计厅统计的韩国失业率的方法与经合组织(OECD)其他国家的方法略有不同。韩国的“非经济活动”人口被认为隐藏了大量按照国际劳工组织的标准受雇的个人，而不是韩国官方的测量系统。15岁以上既未就业也未失业的个人、主要充当照顾者的家庭主妇、在校学生和志愿者被纳入“非经济活动”人口，不计入官方失业率。
在考虑“无薪家庭工人”时，会出现很大的差异。根据国际劳工组织的标准，每周工作超过一小时的无薪家庭工人被归类为受雇工人。然而，韩国官方的衡量标准将只考虑那些每周工作超过18小时的无薪家庭佣工。 在这两个测量值之间存在17小时差异的个人被归类为韩国的“非经济活动”人口。如果按照国际劳工组织的计算将无薪家庭工人包括在内，失业率将下降约0.1%，就业率将增加约0.4%。
根据国际劳工组织的标准，正在等待公司分配任务的个人，不是立即工作的季节性工人或处于类似情况的个人被认为是受雇的，这取决于他们工作的具体公司。然而，在大韩民国，这些情况下的所有工人都被认为是失业的(2008年有4000人)。
在韩国，“求职”的定义也不同。根据国际劳工组织的规定，个人在考虑其就业状况时，如将“上学”或“接受高等教育”或“取得专业资格”列为求职活动，即属“积极求职”。然而，大韩民国将这些人定义为“不从事经济活动”，人数约为60万人。